# Humpty-bump
 (mai 2015).
Si vous disposez d'ouvrages ou d'articles de référence ou si vous connaissez des sites web de qualité traitant du thème abordé ici, merci de compléter l'article en donnant les références utiles à sa vérifiabilité et en les liant à la section « Notes et références ».
Le humpty-bump est une figure de voltige aérienne basée sur une boucle combinée avec des quarts ou des demi tonneaux.
Il existe plusieurs variantes, soit avec sortie dans le même sens que l'entrée, soit en sens inverse. L'apogée est généralement positive (cabré) mais peut aussi être négative (piqué).
Le début de la figure consiste à cabrer l'avion en montée verticale puis à effectuer un quart ou un demi tonneau vertical. On procède ensuite à une demi boucle ramenant l'avion en descente verticale. On enchaine par un quart ou un demi tonneau vertical puis par une ressource ramenant l'avion en vol horizontal.